# Björndalsbergen
Björndalsbergen är ett naturreservat i Gnesta kommun  i Södermanlands län.
Området är naturskyddat sedan 2013 och är 68 hektar stort. Reservatet ligger vid nordöstra stranden av en vik i Klämmingen och består av tallskog och barrblandskog med mycket gamla träd, rikligt med död ved och några lövträd och myrstråk.